# Xinshao, Guangdong
Xinshao är en köping i sydöstra Kina. Den ligger i stadsdistriktet Zhenjiang i staden Shaoguan i provinsen Guangdong, omkring 190 kilometer norr om provinshuvudstaden Guangzhou. Antalet invånare är 42 347. Befolkningen består av 20 627 kvinnor och 21 720 män. Barn under 15 år utgör 10,0 %, vuxna 15-64 år 85 %, och äldre över 65 år 4,0 %.